# クラリネットソナタ (サン＝サーンス)
クラリネットソナタ（Sonate pour clarinette et piano）変ホ長調 作品167は、カミーユ・サン＝サーンスが作曲したクラリネットとピアノのためのソナタである。

## 概要
サン＝サーンスの死の年である1921年にパリで書かれ、当時パリ音楽院の教授であったオーギュスト・ペリエに献呈された。 晩年のサン＝サーンスが「ほとんど顧みられてこなかった楽器」にレパートリーを提供しようと考えて書かれた作品で、同時期にオーボエソナタ、バスーンソナタも書かれている。続けて管楽器のためのソナタを複数作曲する予定であったと伝えられるが、すでに死去していたクロード・ドビュッシー（晩年に3曲のソナタを作曲した）と同じく、その構想は果たせずに終わった。
作品はサン＝サーンスが好んだ簡潔なテクスチュアで書かれ、新古典主義音楽に通じる澄み渡った響きが印象的である。ソナタ形式の楽章を含まず（これは3曲のソナタに共通している）、古典派以降のソナタの伝統よりも、バロック期の組曲に近い性格を持つ。

## 楽曲構成
4楽章からなる。演奏時間は約16分。
第1楽章
アレグレット、変ホ長調、8分の12拍子。三部形式。ゆったりとして牧歌的な主題がのびのびと歌われる。中間部はやや活動的になり、ハ短調を中心に調性が揺れ動く。
第2楽章
アレグロ・アニマート、変イ長調、4分の2拍子。軽やかなスケルツォ楽章。ガヴォットを思わせる拍の重心の置き方に特徴がある。トリオではクラリネットの特色を生かした12度の跳躍が用いられる。
第3楽章
レント、変ホ短調、2分の3拍子。ずっしりと重く暗いコラールが低音域で提示されたあと、クラリネットの音色の対比を利用し、同じ旋律が2オクターブ上で、ピアニッシモで繰り返される。痛ましくも美しい旋律で、「サン＝サーンスの全作品でも最も感動的なものの一つ」と評される。ピアノによる分散和音の間奏が入り、第4楽章へと切れ目なく続く。
第4楽章
モルト・アレグロ―アレグレット、変ホ長調、4分の4拍子。技巧的で快活なフィナーレ。冒頭からクラリネットによる急速な分散和音とスケールが続く。さまざまな動機が入り乱れ、途中では1楽章の主題が変ホ短調に移されシンコペーションを伴って再現される。冒頭の分散和音がト長調で戻ってきた後、第1楽章の主題が完全な形で回想され、静かに曲を閉じる。